# Dickie Downs
Pour les articles homonymes, voir Downs.
Dickie Downs, né le 13 août 1886 à Middridge (Angleterre), mort le 24 mars 1949, est un footballeur anglais, qui évoluait au poste de défenseur à Everton et en équipe d'Angleterre.
Downs n'a marqué aucun but lors de son unique sélection avec l'équipe d'Angleterre en 1920.

## Carrière
- 1909-1920 : Barnsley FC  Angleterre
- 1920-1924 : Everton FC  Angleterre
- 1924-1925 : Brighton & Hove Albion  Angleterre[1]

## Palmarès

### En équipe nationale
- 1 sélection et 0 but avec l'équipe d'Angleterre en 1920.

### Avec Barnsley
- Vainqueur de la Coupe d'Angleterre de football en 1912.
- Finaliste de la Coupe d'Angleterre de football en 1910.